# Kornwestheim (stacja kolejowa)
Kornwestheim – stacja kolejowa w Kornwestheim, w kraju związkowym Badenia-Wirtembergia, w Niemczech. Znajdują się tu 3 perony.